# The Resistance (музичний гурт)
The Resistance — шведський музичний метал-гурт, заснований у 2011 році колишніми гітаристами In Flames Єспером Стрембладом та Гленном Юнгстремом, після того, як Єспер остаточно залишив склад «полум'яних». На відміну від мелодійної музики In Flames, у новому гурті було вирішено зробити ставку на доволі агресивний метал з елементами хардкору. В 2016 році гурт припинив своє існування.

## Історія
Історія гурту The Resistance розпочалася у 2011 році після того, як Єспер Стремблад залишив In Flames через проблеми з алкогольною залежністю. Не бажаючи перебувати поза музичний світом, Єспер об'єднався з такими ж, як сам, музикантами, що так і не змогли знайти себе чи не затрималися на музичному Олімпі з різних причин: другим гітаристом став Гленн Юнгстрем, відомий роботою у In Flames та Dimension Zero, на вокал було запрошено Марко Аро (екс-The Haunted), а ритм-секцію утворили Крістофер Баркенше та Алекс Гольстад. У музичній стилістиці The Resistance повернулися до початку 90-х років XX сторіччя, коли саме досяг розквіту дез-метал стокгольмської школи. Додавши до нього дещицю хардкору, шведи створили справжню вибухову суміш для любителів північно-європейського дез-металу старої школи. Вони одразу ж почали доносити свою творчість потенційним шанувальникам, беручи участь у великій кількості локальних концертів та деяких великих фестивалях, таких як, наприклад, Metallsvenskan чи Gothenburg Sound Festival. Незабаром Алекс Гольстад залишив гурт, а замість live-музиканта приєднався Клаудіо Ойарзо.
24 січня 2013 року вийшов дебютний EP гурт під назвою Rise from Treason, що містив 4 пісні та був доступний на CD та 7" вінілі. Цей реліз став підготовчим етапом до оприлюднення більш масштабного творіння гурту, яким став повноформатний альбом Scars, виданий 10 травня того ж року.

## Склад гурту
Останній склад
- Марко Аро — вокал (2011—2016)
- Даніель Антонссон — гітара (2015—2016)
- Крістофер Баркенше — ударні (2011—2016)
- Роб Гакемо — бас-гітара (2014—2016)

Колишні музиканти
- Алекс Лосбекк Гольстад — бас-гітара (2011—2012)
- Клаудіо Ойарзо — бас-гітара (2012—2013)
- Єспер Стремблад — гітара (2011—2016)
- Гленн Юнгстрем — гітара (2011—2015)

## Дискографія
| Альбом            | Рік  | Формат      | Лейбл    |
| ----------------- | ---- | ----------- | -------- |
| Rise from Treason | 2013 | EP          | EarMusic |
| Scars             | 2013 | Альбом      | EarMusic |
| Torture Tactics   | 2015 | Міні-альбом | EarMusic |
| Coup de Grâce     | 2016 | Альбом      | EarMusic |